# Fünfjahrplan (Briefmarkenserie)

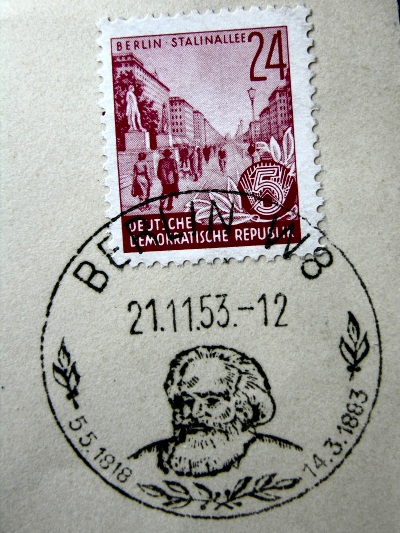
Berlin – Stalinallee mit Ersttagsstempel

Fünfjahrplan ist der Name einer Dauermarkenserie, die von der Postverwaltung der Deutschen Demokratischen Republik in den Jahren 1953 bis 1959 ausgegeben wurde. Der Anlass war der erste volkswirtschaftliche Fünfjahrplan der DDR.
Die Briefmarke mit dem Wert eines Pfennigs zeigte Schwerstarbeit im Bergwerk. Es folgten unter anderem die Zusammenarbeit von Arbeitern, Bauern und Ingenieuren, Frauen im Berufsleben, Erfolge der DDR in der Wirtschaft, aber auch die Erholung von Werktätigen. Der höchste Wert mit 84 Pfennig stellte eine Familie mit Friedenstaube vor dem Hochhaus an der Weberwiese in der Nähe der Stalinallee in Berlin dar. Diese teilweise propagandistischen Darstellungen zeigten über die Reihenfolge von Arbeit, Lernen, Erholung, Ernte des Erreichten das Ziel eines friedlichen Lebens.
Gezeichnet wurden die Briefmarken von dem Grafiker Erich Gruner. Der Stecher war Karl Wolf.
Gültig waren diese Marken teilweise bis zum 31. Dezember 1962. Es gab insgesamt 18 verschiedene Motive; der Michel-Briefmarkenkatalog unterscheidet 62 Ausgaben in unterschiedlichen Varianten.

## Geschichte
Der Erstausgabetag war der 10. August 1953, weniger als zwei Monate nach dem Volksaufstand am 17. Juni. Siebzehn Motive erschienen im Offsetdruck, die Marke zu 24 Pfennig fehlte. Der ursprünglich geplante Buchdruck konnte aufgrund von Produktionsengpässen erst ab dem 21. November 1953 veröffentlicht werden. Die Marken im Offsetdruck unterscheiden sich von der Buchdruckausgabe durch eine optisch schlechtere Qualität; der Hintergrund war punktiert statt weiß oder schraffiert, die Abbildungen verwaschen. Das einfachste Erkennungszeichen ist aber, dass die Marken im Offsetdruck ohne die Namen von Entwerfer und Stecher am unteren Markenrand erschienen sind, während die Buchdruckausgaben (Michelnummern 405, 406, 408, 409, 411, 413–416 und 418–422) mit den Namen E.Gruner (links) und K.Wolf (rechts) versehen waren.

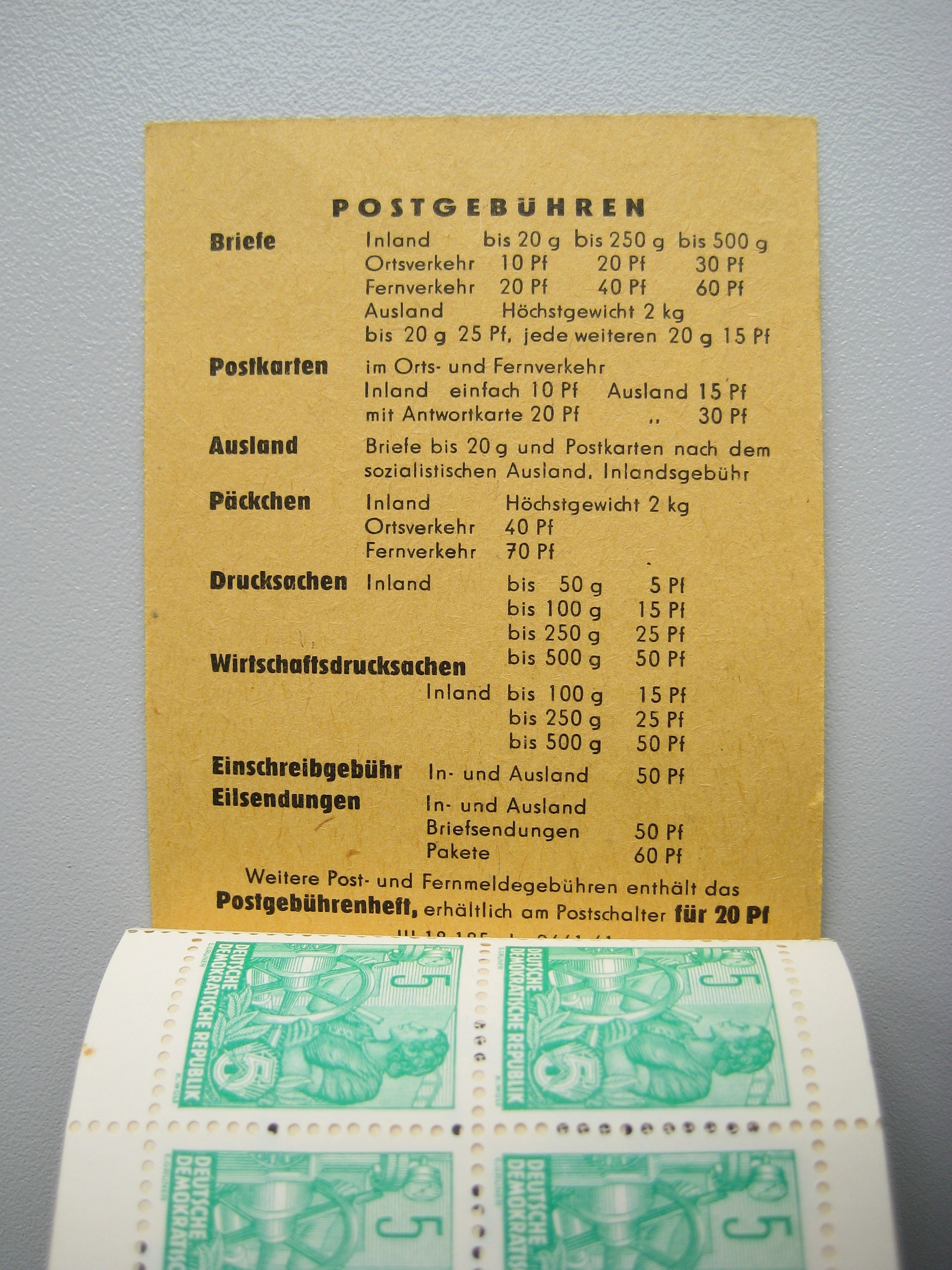
Portostufen der DDR im Dezember 1960

Die Beförderung eines Standardbriefes im Inlandverkehr kostete damals 24 Pfennig. Diese Marke wurde im Offsetdruck allerdings erst am 21. November 1953 ausgegeben, drei Monate später als die übrigen Marken. Ursprünglich sollte Walter Ulbricht dargestellt werden; dieser war zu der damaligen Zeit der stellvertretende Vorsitzende im Ministerrat der DDR und ab 1953 Erster Sekretär des ZK der SED. Obwohl Ulbricht real die politische Richtung in der DDR bestimmte, hatte er offiziell nach Staatspräsident Wilhelm Pieck und Ministerpräsident Otto Grotewohl nur den dritten Rang entsprechend der Verfassung; eine Briefmarke mit seinem Porträt erschien erst 1961. Allerdings wurde am 15. April 1953 auf dem Titelblatt der Fachzeitung für Philatelie und andere Sammelgebiete der DDR, dem Sammler Express, ein Entwurf dieser Briefmarke abgebildet. In der ausgegebenen Dauermarkenserie gab es keine Hinweise auf die SED als führende Partei oder auf politisch aktive Personen.
Als Ersatz für die geplante Ulbricht-Marke wurde das Motiv der Stalinallee gewählt. Im Zuge der Entstalinisierung wurde diese Straße am 13. November 1961 in Karl-Marx-Allee umbenannt, die letzte Briefmarke mit diesem Motiv wurde drei Tage später vom Schalterverkauf zurückgezogen; gültig war sie bis zum 31. Mai 1962.
Durch eine Herabsetzung des Portos wurden viele dieser Briefmarken ab dem 1. Oktober 1954 nicht mehr benötigt. Acht Motive der Buchdruckausgabe wurden mit einem neuen Wert bedruckt. Einige wenige Bögen der 24-Pfennig-Marke im Offsetdruck wurden versehentlich ebenfalls mit einem Überdruck versehen. Davon sind etwa 600 Einzelmarken erhalten; diese zählen zu den gesuchtesten Briefmarken der DDR. Von diesen acht Motiven wurden die sechs höchsten Werte ab dem 22. Januar 1955 mit dem nun gültigen Porto neu ausgegeben.
Neun Briefmarken (Michelnummern 406, 415–416 und 453–458) wurden ab Januar 1957 mit geändertem Wasserzeichen gedruckt.
Die letzte Änderung dieser Dauermarkenserie erfolgte ab Juli 1959; es war die 10-Pfennig-Briefmarke mit dem gleichen Motiv wie 1953. In dieser Ausgabe fehlte der Hinweis auf den Grafiker und den Stecher am unteren Briefmarkenrand.
Die Kampfgruppe gegen Unmenschlichkeit stellte gefälschte Briefmarken von sechs Werten der Serie her, die sich gewollt von den Originalen unterschieden: Der Staatsname wurde in UNDEUTSCHE UNDEMOKRATISCHE REPUBLIK geändert und auch die Ortsbeschreibungen wurden modifiziert und mit politischen Botschaften versehen, beispielsweise von „Bad Elster – Bad der Werktätigen“ in „Bad Elster – Bad der Bonzen“ oder „Berlin – Stalinallee“ in „Berlin – Stalinallee Straße des 17. Juni“.

## Nachdruck und Neudruck

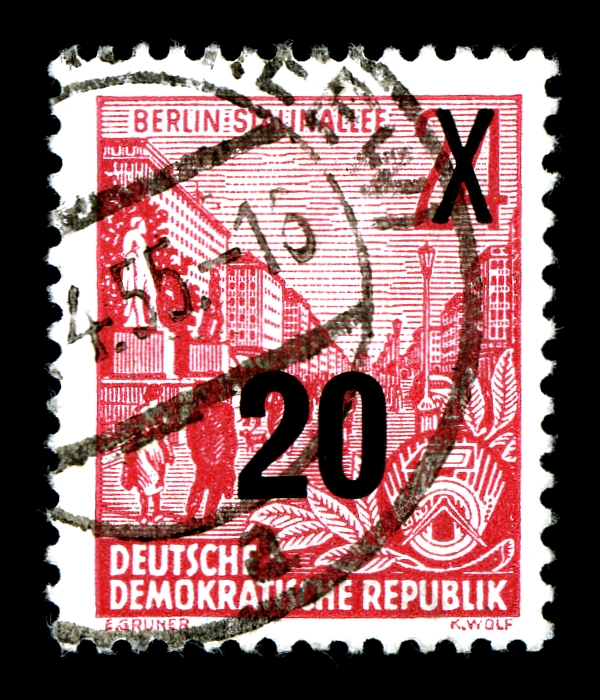
Überdruckter Wert (24 Pfennig Buchdruck), zweite Auflage in Buchdruck mit Poststempel von 1955, Michel-Nr.: 439aIgXI
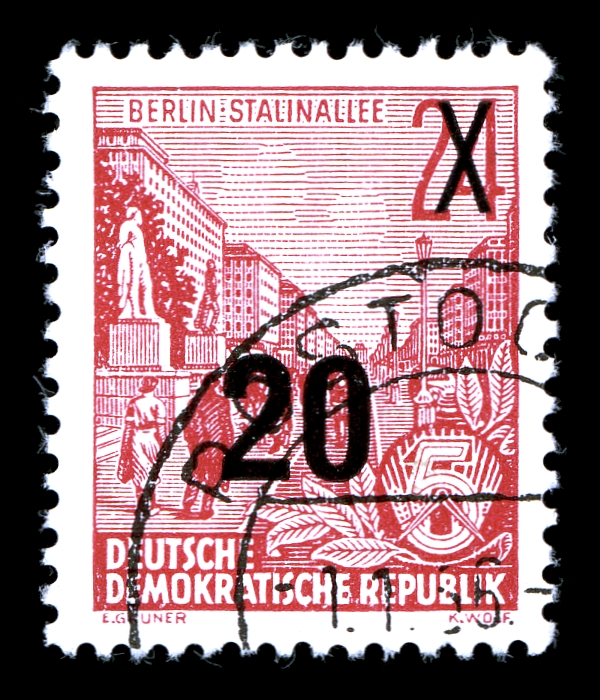
Nachdruck des Überdrucks auf 24 Pfennig Buchdruck 1957 mit Viertelstempel (Datum: 1956), Michel-Nr. 439aND

Die Briefmarken der DDR wurden oft gegen Devisen an ausländische Sammler verkauft; die Sperrwerte sind ein Beispiel. Auch die häufig vorhandenen Dauermarken gehörten dazu.
Im Jahre 1957 wurden alle bisher ausgegebenen Motive dieser Dauermarkenserie in einer Auflage von 20 Millionen Exemplaren pro Briefmarke neu aufgelegt. Um Spekulationen vorzubeugen, wurde die überdruckte 24-Pfennig-Briefmarke im Offsetdruck in einer Auflage von zwei Millionen Exemplaren ebenfalls nachgedruckt. Unter Einsatz von Quarzlicht kann man dennoch die Urmarke mit Überdruck von der Nachauflage ganz leicht unterscheiden, denn die Urauflage leuchtet unter der Prüflampe in einem satten orange bzw. hellrot (Michelnummer 439 aII g XI), die Nachauflage hingegen (Michelnummer 439 bII g XI) „quarzt“ karminrot. Allerdings ist bei der Nachauflage ebenfalls ein Fehler unterlaufen, da wenige Schalterbögen auf Wasserzeichen 2 XII Papier gedruckt wurden.
Die originalen Druckplatten der Buchdruckausgaben waren noch dafür vorhanden (in der Philatelie spricht man hier von einem Neudruck).
Für die Briefmarken im Offsetdruck mussten die nicht mehr existierenden Platten neu angefertigt werden, dies ist ein Nachdruck, der sich geringfügig von den Originalmarken unterscheidet.

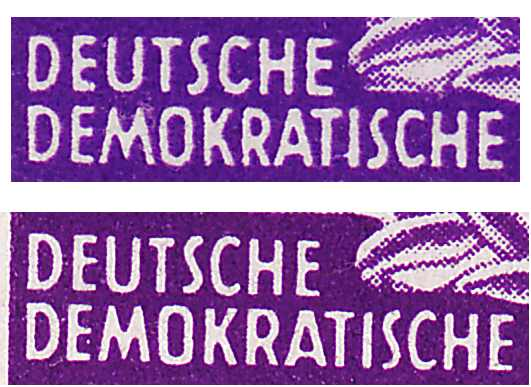
Erstausgabe oben, Nachdruck unten
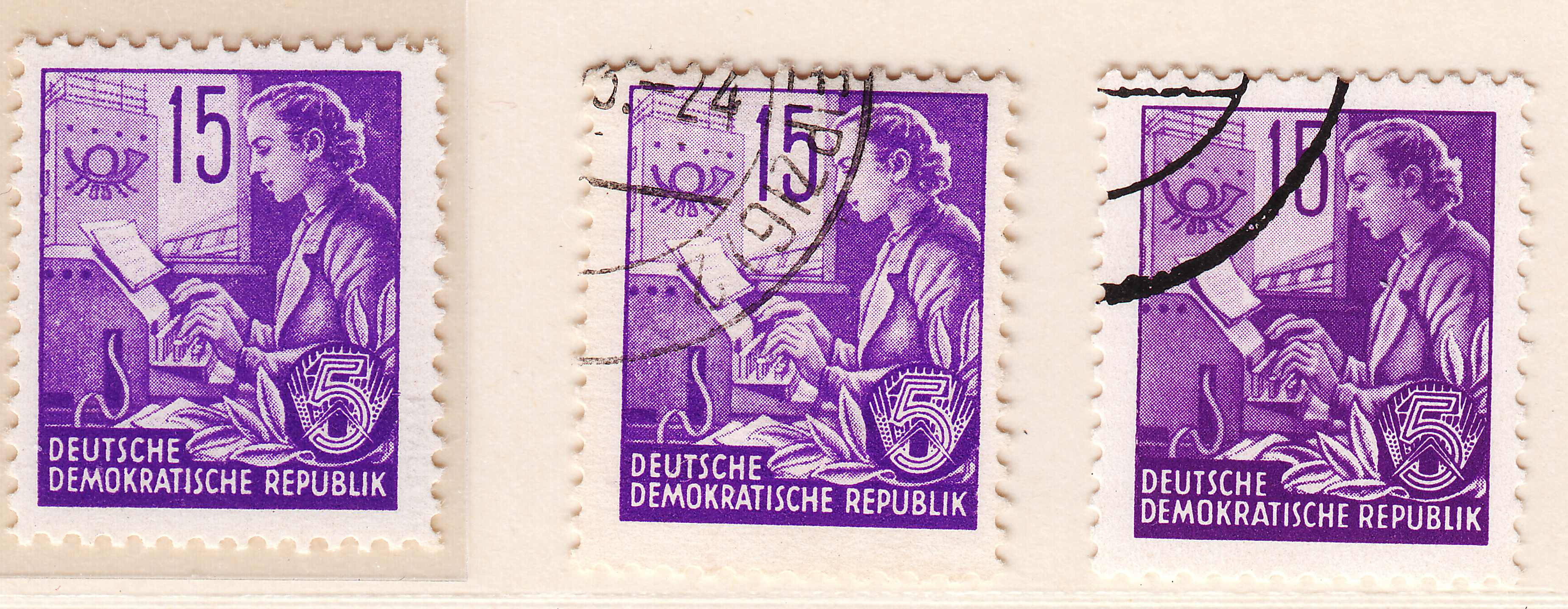
Beispiel: Michelnummer 368 postfrisch in Erstauflage, postalischer Entwertung und Nachdruck in Klischeevorausentwertung

Das Hauptunterscheidungsmerkmal hierzu ist auch für den Laien leicht erkennbar: Jede Marke trägt die Landesbezeichnung DEUTSCHE (Absatz) DEMOKRATISCHE REPUBLIK.
Die Erstausgabe in Offsetdruck hergestellt verwendet eine unskalierte Großbuchstabenschrift, bei der das zweite „E“ von DEUTSCHE über dem „AT“ von DEMOKRATISCHE steht; außerdem sind die Buchstaben relativ schlank. Der Neudruck hingegen zeigt eine etwas fettere Schrift, bei der das „E“ exakt über dem „A“ steht. Die Klischeeserien wurden durchweg auf ungummiertem Papier gedruckt. Bei genauem Hinsehen erkennt man die unregelmäßige Zähnung und das schlechte Reißen des Papiers (ausgefranste Zähne kommen vor).
Diese rein für Briefmarkensammler vorgesehenen Stücke der Nachdruckserie wurden mit aufgedruckten Stempeln entwertet. Philatelisten bezeichnen dies als „Klischeevorausentwertung“, bei der der vollständige Schalterbogen komplett mit Stempeln überdruckt wurde. Ein Stempel überdeckte dabei jeweils vier Marken. In einem Bogen mit 10 × 10 Briefmarken gab es 25 Stempelaufdrucke; durch den annähernd viertelkreisförmigen Abdruck sind diese Drucke anhand der absoluten Regelmäßigkeit (keine Verkantungen, Verquetschungen des Stempels, immer gleiches Stempeldatum, „fiktive“ Postämter) leicht zu erkennen.
Zu den gedruckten Stempeln zählen: Cottbus 1, Dresden N25, Erfurt 1, Gera 4, Halle (Saale) 2, Karl-Marx-Stadt C1 und 4, Leipzig C1 und O5, Magdeburg BPA 7, Potsdam 1, Rostock 2 und Schwerin (Meckl) 1. Das jeweilige Stempeldatum lag zwischen dem 1. Januar und 17. Dezember 1956.

## Liste der Ausgaben und Motive
Von den ausgegebenen Motiven der Serie „Fünfjahrplan“ gibt es verschiedene Varianten.
Diese haben teilweise eine Angabe des Zeichners und Stechers unterhalb des Bildes, eine unterschiedliche Zähnung, verschiedene Wasserzeichen oder leicht abweichende Farben. Neben der normalen Bogenausgabe dieser Briefmarken gab es einige Motive als Markenheftchen oder als Rollenware. Bei den Bogenmarken waren die breiten Ober- und Unterränder mit Schnörkeln und der Inschrift Ungültig Werthlos  in Markenfarbe versehen.
| Bild (mit Michel-Katalog-Nummern) | Bild (mit Michel-Katalog-Nummern) | Bild (mit Michel-Katalog-Nummern) | Bild (mit Michel-Katalog-Nummern) | Bild (mit Michel-Katalog-Nummern) | Bild (mit Michel-Katalog-Nummern) | Werte in Pfennig | Beschreibung Michel-Katalog (BRD), darunter Lipsia-Katalog (DDR)                  | Ausgabe ab                                                    | Gültig bis                                                  |
| Druck                             | Druck                             | Überdruck                         | Überdruck                         | Neuausgabe                        | Neuausgabe                        | Werte in Pfennig | Beschreibung Michel-Katalog (BRD), darunter Lipsia-Katalog (DDR)                  | Offsetdruck Buchdruck Überdruck (Buchdruck) Neuausgabe 1957   | Offsetdruck Buchdruck Überdruck (Buchdruck) Neuausgabe 1957 |
| Offset                            | Buchdr.                           | Offset                            | Buchdr.                           | 1957                              | 1959                              | Werte in Pfennig | Beschreibung Michel-Katalog (BRD), darunter Lipsia-Katalog (DDR)                  | Offsetdruck Buchdruck Überdruck (Buchdruck) Neuausgabe 1957   | Offsetdruck Buchdruck Überdruck (Buchdruck) Neuausgabe 1957 |
| 362                               | 405                               | –                                 | –                                 | –                                 | –                                 | 1                | Steinkohlenhauer, Bergmann                                                        | 10. August 1953 21. November 1953 –                           | 31. März 1959 31. März 1959 –                               |
| 363                               | 406                               | –                                 | –                                 | 577A                              | –                                 | 5                | Frau am Schaltrad, Frau am Schaltrad                                              | 10. August 1953 28. Dezember 1953 – März 1957                 | 31. Dezember 1962 31. Dezember 1962 – 31. Dezember 1962     |
| 364                               | 407                               | –                                 | 435                               | –                                 | –                                 | 6, später 5      | Arbeiter aus Ost und West reichen sich die Hände, Einheit                         | 10. August 1953 21. November 1953 1. Oktober 1954 –           | 31. März 1959 31. März 1959 31. Mai 1962 –                  |
| 365                               | 408                               | –                                 | 436                               | –                                 | –                                 | 8, später 5      | Lernende Jugend, dahinter Bild von Karl Marx, Lernende Jugend                     | 10. August 1953 28. Dezember 1953 1. Oktober 1954 –           | 31. März 1959 31. März 1959 31. Mai 1962 –                  |
| 366                               | 409                               | –                                 | –                                 | –                                 | 704A                              | 10               | Arbeiter tauschen Erfahrungen aus, Arbeiter - Michel 704 s. Anm. 1                | 10. August 1953 21. November 1953 –                           | 31. Dezember 1962 31. Dezember 1962 –                       |
| 367                               | 410                               | –                                 | 437                               | 578A                              | –                                 | 12, später 10    | Bauer, Handwerker, Intellektueller, Bauer, Arbeiter und Vertreter der Intelligenz | 10. August 1953 21. November 1953 1. Oktober 1954 Januar 1957 | 31. März 1959 31. März 1959 31. Mai 1962 31. Dezember 1962  |
| 368                               | 411                               | –                                 | –                                 | –                                 | –                                 | 15               | Frau am Fernschreiber, Fernschreiberin                                            | 10. August 1953 25. Januar 1954 –                             | 31. Dezember 1962 31. Dezember 1962 –                       |
| 369                               | 412                               | –                                 | 438                               | 579A                              | –                                 | 16, später 15    | Stahlschmelzer, Hüttenwerk, Hüttenarbeiter                                        | 10. August 1953 21. November 1953 1. Oktober 1954 Anfang 1957 | 31. März 1959 31. März 1959 31. Mai 1962 31. Dezember 1962  |
| 370                               | 413                               | –                                 | –                                 | –                                 | –                                 | 20               | Werktätige vor Kurhaus Bad Elster, Bad Elster                                     | 10. August 1953 6. Februar 1954 –                             | 31. Dezember 1962 31. März 1959 –                           |
| 371                               | 414                               | 439bgXI                           | 439aIm                            | 580A                              | –                                 | 24, später 20    | Stalinallee, Berlin, Stalinallee, Berlin - Michel 439 s. Anm. 2                   | 21. November 1953 28. Dezember 1953 1. Oktober 1954 Mai 1957  | 31. März 1959 31. März 1959 31. Mai 1962 31. Mai 1962       |
| 372                               | 415                               | –                                 | –                                 | 581A                              | –                                 | 25               | Arbeiter bei der Rekonstruktion einer Dampflokomotive BR 52s. Anm. 3, Eisenbahn   | 10. August 1953 21. November 1953 – Anfang 1957               | 31. Dezember 1962 31. Dezember 1962 – 31. Dezember 1962     |
| 373                               | 416                               | –                                 | –                                 | 582A                              | –                                 | 30               | Volkstanzgruppe, Volkstanz                                                        | 10. August 1953 21. November 1953 – Anfang 1957               | 31. Dezember 1962 31. Dezember 1962 – 31. Dezember 1962     |
| 374                               | 417                               | –                                 | –                                 | –                                 | –                                 | 35               | Deutsche Sporthalle in der Stalinallee, Berlin, Sporthalle Berlin                 | 10. August 1953 21. November 1953 –                           | 31. März 1959 31. März 1959 –                               |
| 375                               | 418                               | –                                 | –                                 | –                                 | –                                 | 40               | Chemiker, Chemiewerk, Chemiker                                                    | 10. August 1953 15. Februar 1954 –                            | 31. Dezember 1962 31. Dezember 1962 –                       |
| 376                               | 419                               | –                                 | 440                               | 583A                              | –                                 | 48, später 40    | Zwinger, Dresden, Zwinger, Dresden                                                | 10. August 1953 28. Dezember 1953 1. Oktober 1954 Anfang 1957 | 31. März 1959 31. März 1959 31. Mai 1962 31. Dezember 1962  |
| 377                               | 420                               | –                                 | 441                               | 584A                              | –                                 | 60, später 50    | Hochseeschiff auf Stapel, Schiffbau                                               | 10. August 1953 21. November 1953 1. Oktober 1954 Mai 1957    | 31. März 1959 31. März 1959 31. Mai 1962 31. Dezember 1962  |
| 378                               | 421                               | –                                 | –                                 | –                                 | –                                 | 80               | Mähdrescher, Mähdrescher                                                          | 10. August 1953 21. November 1953 –                           | 31. Dezember 1962 31. Dezember 1962 –                       |
| 379                               | 422                               | –                                 | 442                               | 585A                              | –                                 | 84, später 70    | Familie, Hochhaus an der Weberwiese, Berlin, Kampf für den Frieden                | 10. August 1953 21. November 1953 1. Oktober 1954 Anfang 1957 | 31. März 1959 31. März 1959 31. Mai 1962 31. Dezember 1962  |

Anmerkung 1: Ausgabe ab Juli 1959, gültig bis 31. Dezember 1962
Anmerkung 2: Ausgabe ab 16. März 1955, gültig bis 31. Mai 1962
Anmerkung 3: Die Beschreibung im Michel-Katalog ist umstritten, da die Rekonstruktion der BR 52 in der DDR erst 1960 begann

## Briefmarkenhefte
Die ersten drei Briefmarkenhefte der DDR enthielten nur Marken der Dauerserie Fünfjahrplan. Der Ausgabepreis war jeweils zwei Mark; allerdings war die Zusammenstellung der Briefmarken unterschiedlich. Alle bestanden aus drei Markenheftchenblättern, es wurden pro Blatt zwei Reihen mit jeweils drei Marken gedruckt. Diese Markenhefte hatten einen abzutrennenden Rand. Zwischen den Briefmarken konnte sich ein Zwischenblatt mit Werbung befinden. Die Markenheftchenblätter (H-Blatt) werden in Briefmarkenkatalogen nach ihrem Ausgabedatum durchnummeriert.
- Markenheft 1 (Ausgabe ab März 1955) und Markenheft 2 (Ausgabe ab September 1957); der Unterschied der Briefmarken ist das neue Wasserzeichen

Blatt 1: obere Marken: dreimal 10 Pf. (Michel-Nr. 453); untere Marken: dreimal 5 Pf. (Michel-Nr. 406)
Blatt 2: obere Marken: dreimal 20 Pf. (Michel-Nr. 455); untere Marken: dreimal 5 Pf. (Michel-Nr. 453)
Blatt 3: obere Marken: zweimal 10 Pf. (Michel-Nr. 453), einmal 20 Pf. (Michel-Nr. 455); untere Marken identisch
- Markenheft 3 (Ausgabe ab Dezember 1960)

Blatt 1: alle Marken: 5 Pf. (Michel-Nr. 577; Motiv entspricht 406 mit neuem Wasserzeichen)
Blatt 2: alle Marken: 10 Pf. (Michel-Nr. 704)
Blatt 3: obere Marken: dreimal 20 Pf. (Michel-Nr. 580; Motiv entspricht 466 mit neuem Wasserzeichen); untere Reihe zweimal 20 Pf. (Michel-Nr. 580) und einmal 10 Pf. (Michel-Nr. 704)

Markenheft 3 der DDR
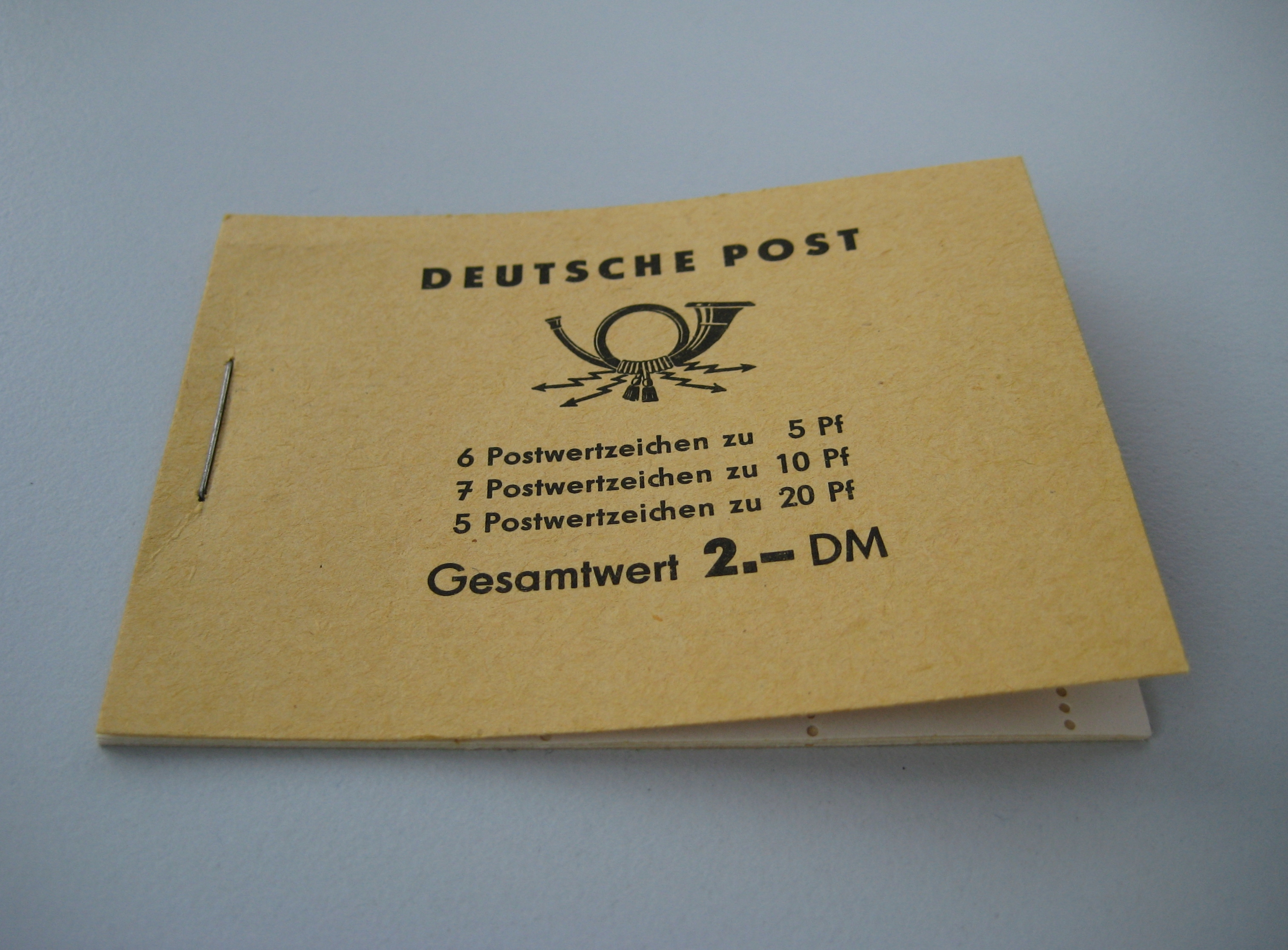
Markenheft 3, Umschlag
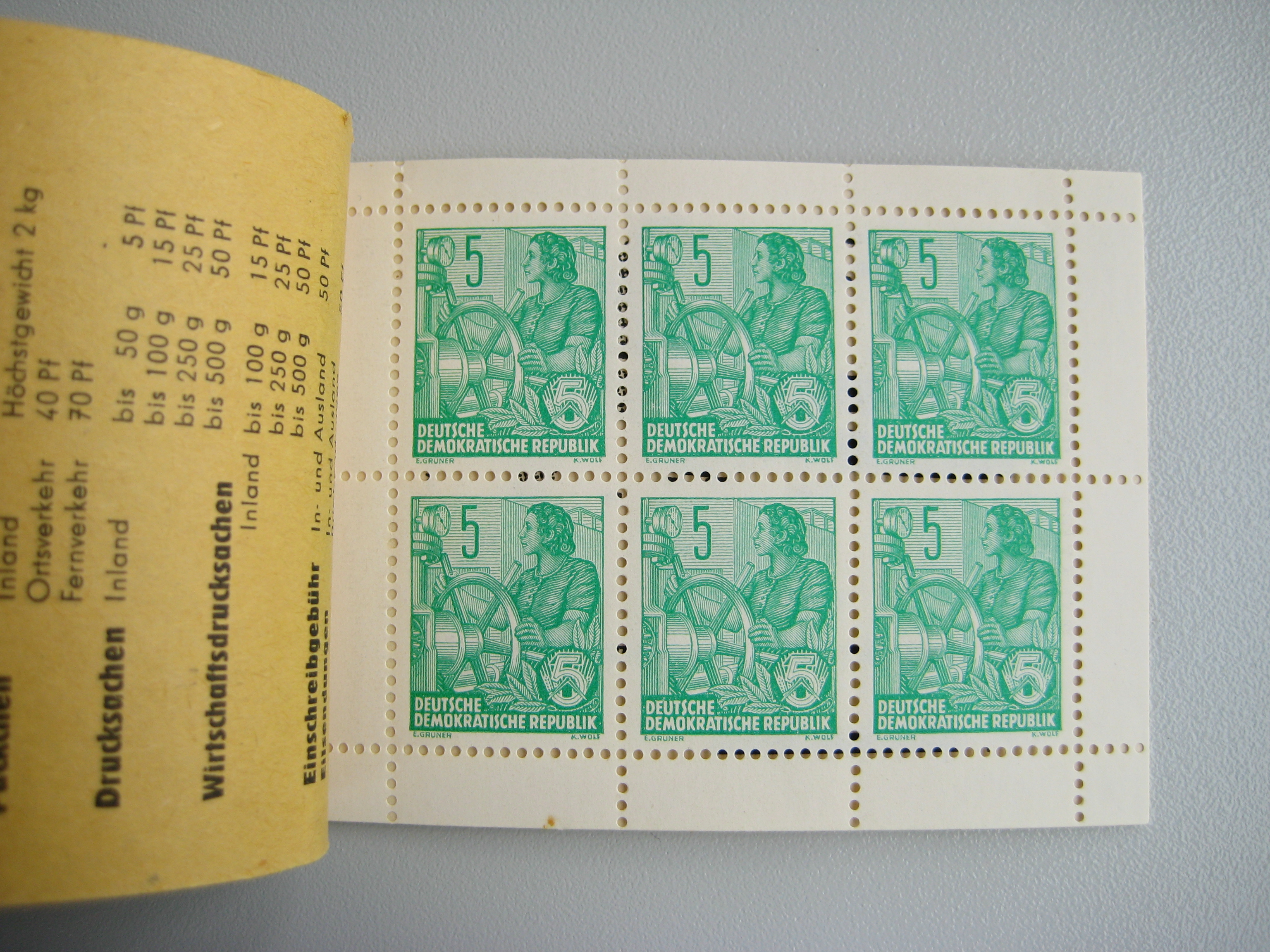
Markenheft 3, Blatt 1 (Michel-Nr.: H-Blatt 7)
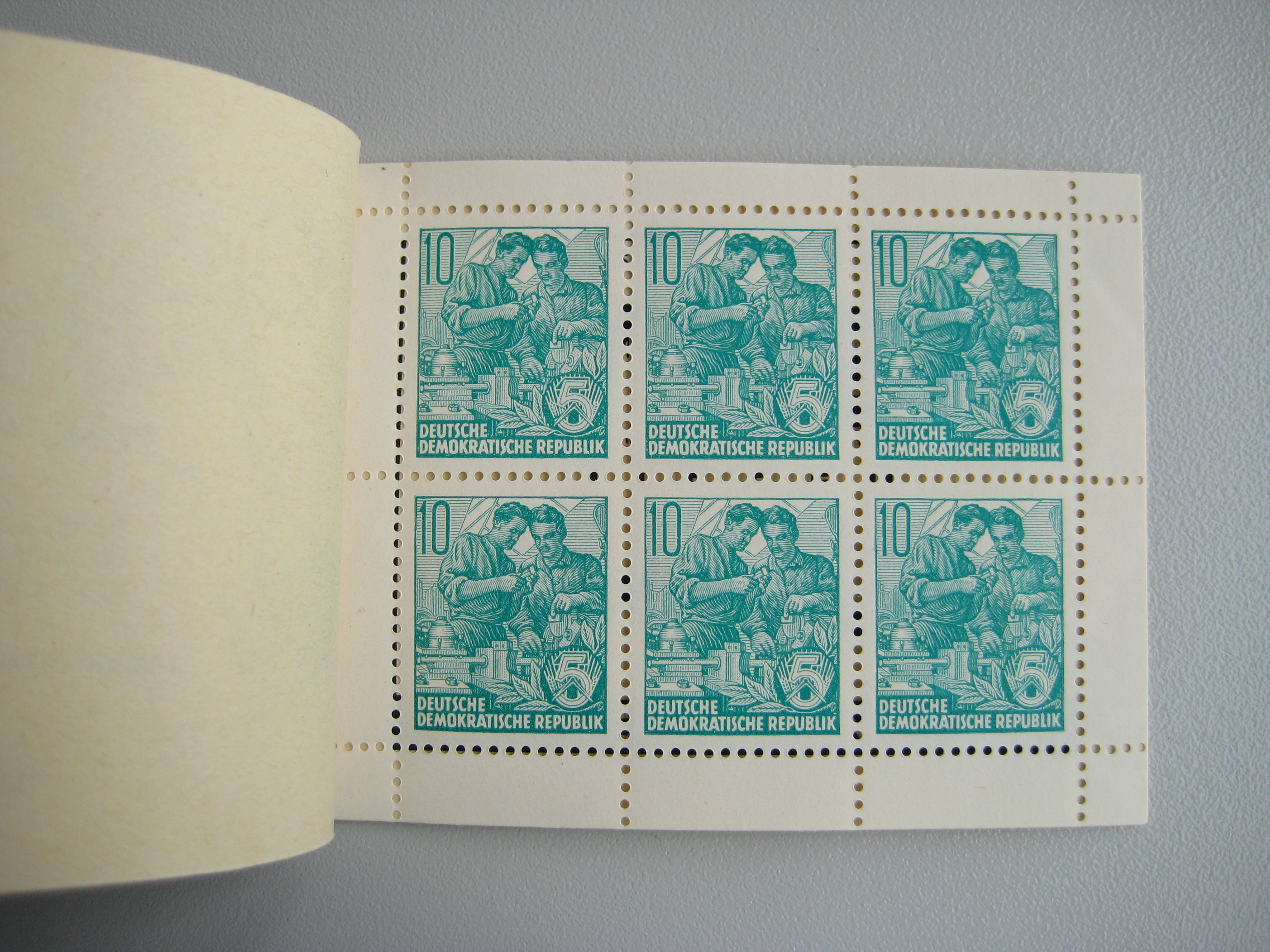
Markenheft 3, Blatt 2 (Michel-Nr.: H-Blatt 8)
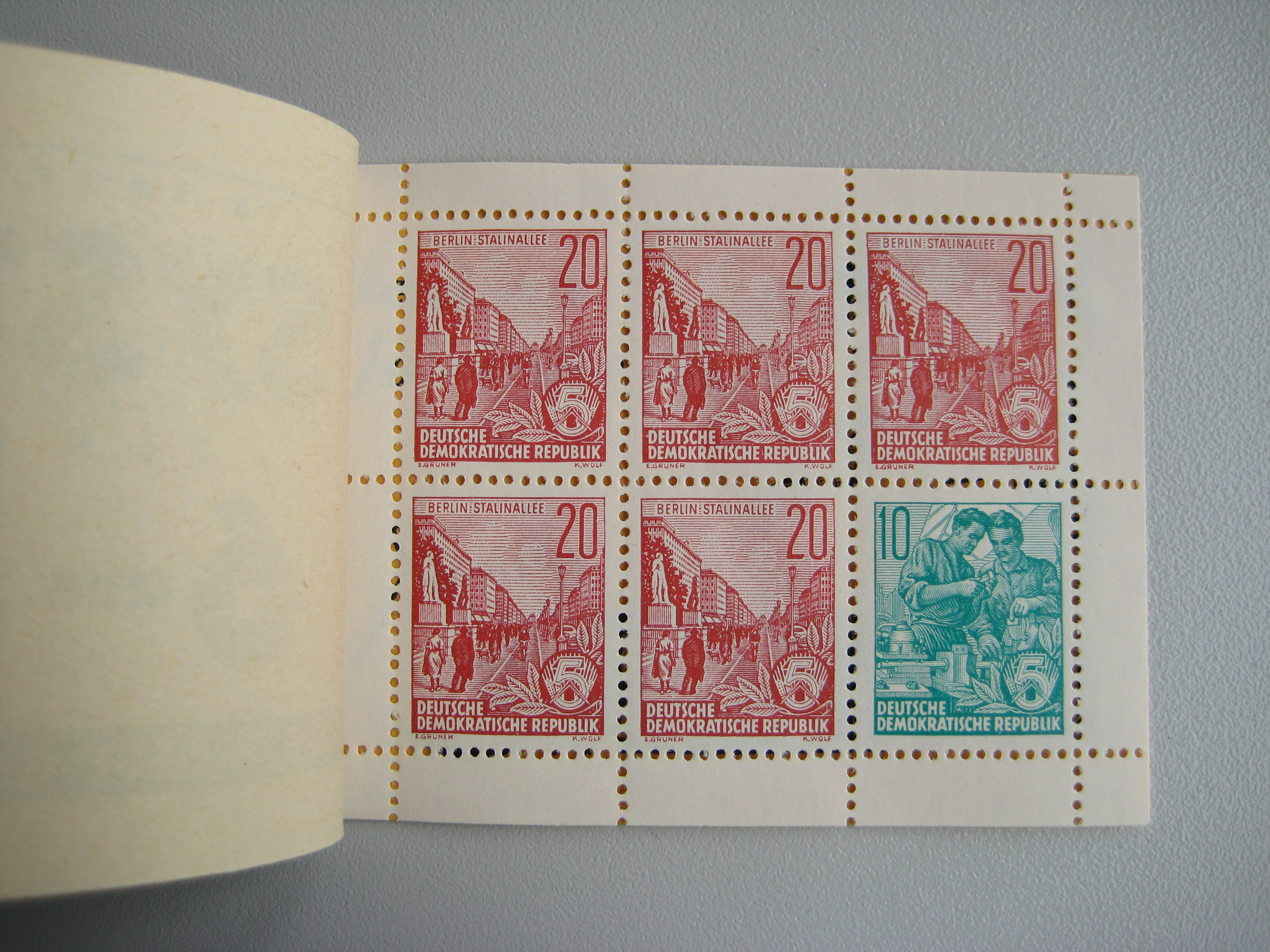
Markenheft 3, Blatt 3 (Michel-Nr.: H-Blatt 9)

## Markenheftchenbogen
Jeder Markenheftchenbogen (MHB) enthält neun gleiche H-Blätter, waagerecht und senkrecht durchgezähnt, mit roten Andreaskreuzen bedruckte Zwischenstege.

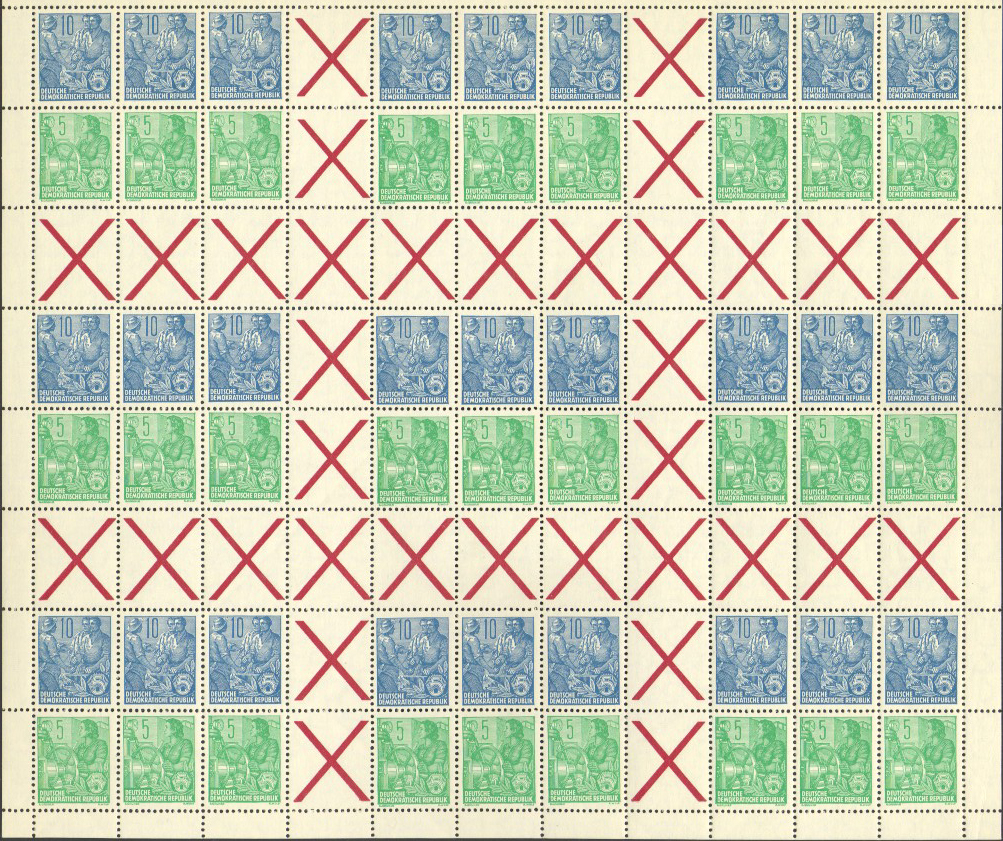
MHB 1 mit 5 und 10 Pfennig, Nominalwert: 4,05 DM
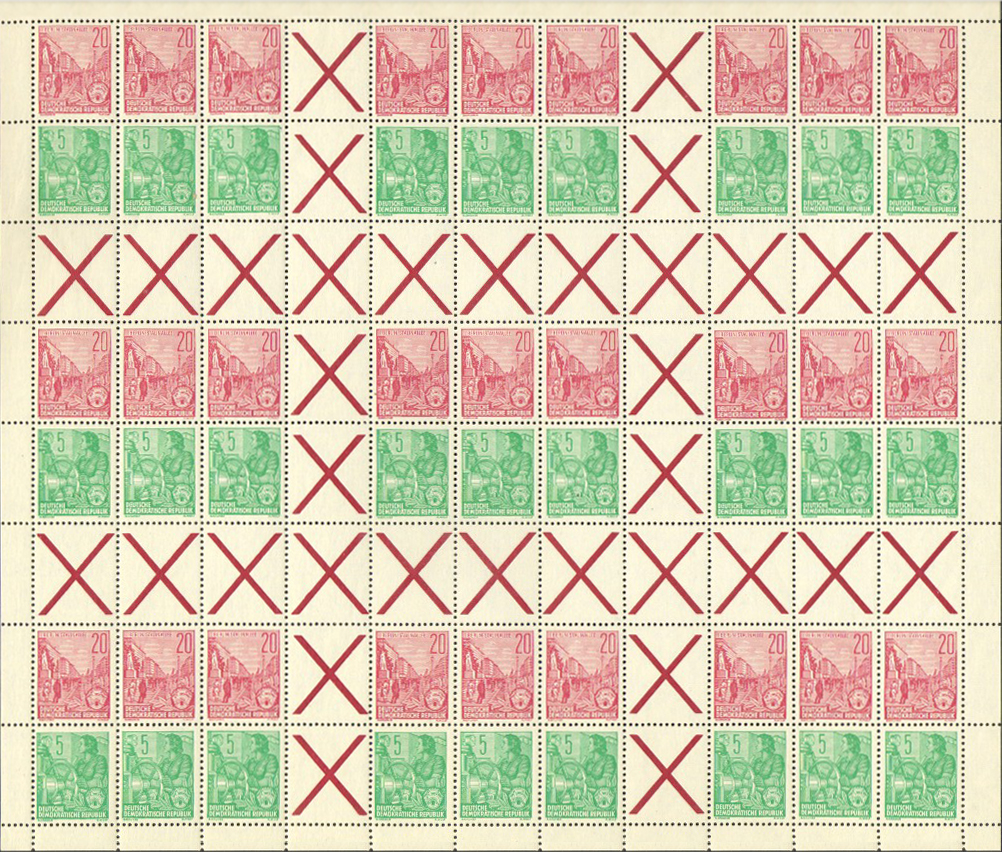
MHB 2 mit 5 und 20 Pfennig, Nominalwert: 6,75 DM
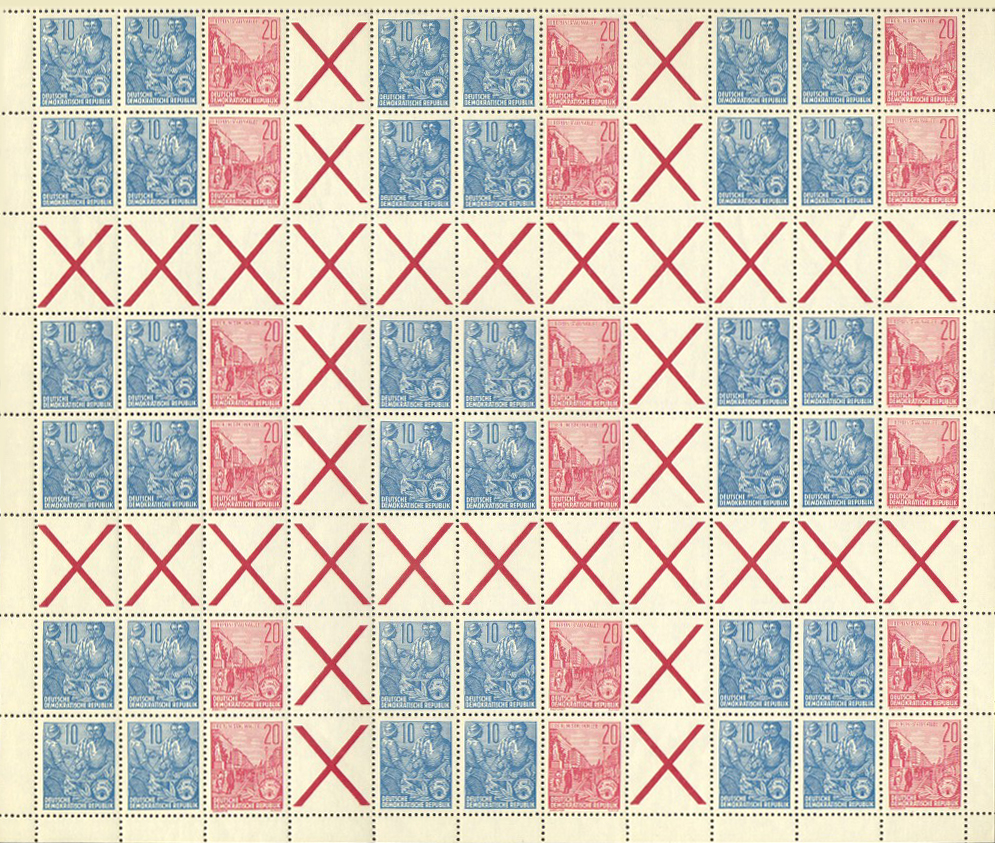
MHB 3 mit 10 und 20 Pfennig, Nominalwert: 7,20 DM